# Haftsārān
Haftsārān (persiska: هَفتساران, هفتساران, هَفتسار) är en ort i Iran.   Den ligger i provinsen Västazarbaijan, i den nordvästra delen av landet, 600 km väster om huvudstaden Teheran. Haftsārān ligger 1 705 meter över havet och antalet invånare är 589.
Terrängen runt Haftsārān är lite bergig. Runt Haftsārān är det ganska tätbefolkat, med 185 invånare per kvadratkilometer. Närmaste större samhälle är Hashtīān, 19,6 km norr om Haftsārān. Trakten runt Haftsārān består i huvudsak av gräsmarker.